# Anja (film)
Anja är en kortfilm från 2001 i regi av Jesper Klevenås.
Klevenås producerade också filmen tillsammans med Anna Wallmark. Fotograf var Ulf Brantås, scenograf Anna Hansson och för ljudet stod Jesper Van Dongen. Filmen klipptes av Leontine Arvidsson. I filmen används musik av Bob Dylan.
Filmen premiärvisades den 23 november 2001 på biografen Zita i Stockholm. Den har även visats på Sveriges Television två gånger: 2002 och 2004.

## Handling
Filmen följer den psykiskt sjuka Anja och hennes möte med den före detta pojkvännen Anders. Anja befinner sig intagen för vård efter att ha försökt begå självmord. Anders kommer för att besöka henne.

## Rollista
- Tuva Novotny - Anja
- Anita Ekstrand - sjuksköterska
- Sverrir Gudnason - Anders
- Elisabeth Helander - blomsterförsäljaren
- Stefan Larsson - vårdaren
- Kicki Rundgren - ?

## Priser och utmärkelser
- 2001 - Stockholms filmfestival ("1km Film Award")[2]

### Fotnoter
1. 1 2 3 4  ”Anja”. Svensk Filmdatabas. http://www.sfi.se/sv/svensk-filmdatabas/Item/?itemid=47746&type=MOVIE&iv=Basic&ref=/templates/SwedishFilmSearchResult.aspx?id%3d1225%26epslanguage%3dsv%26searchword%3danja%26type%3dMovieTitle%26match%3dBegin%26page%3d1%26prom%3dFalse. Läst 22 augusti 2012.
2. ↑  ”Anja”. IMDb.com. http://www.imdb.com/title/tt0326731/. Läst 22 augusti 2012.